# 白蓮紅蓮
『白蓮紅蓮』（びゃくれんぐれん）は、1921年（大正10年）に発表された菊池幽芳による日本の小説であり、同作を原作とし、翌1922年（大正11年）、松竹蒲田撮影所と帝国キネマ演芸がそれぞれ製作・公開した日本のサイレント映画である。

## 略歴・概要
小説『白蓮紅蓮』の初出は、菊池幽芳の勤務先が発行する『大阪毎日新聞』、および『東京日日新聞』紙上で、1921年（大正10年）に掲載された。翌1922年（大正11年）、大阪毎日新聞社から『白蓮紅蓮』上下全2冊が刊行されている。
菊池の小説は、『己が罪』（1899年 - 1900年）、『乳姉妹』（1903年）、『月魄』（1908年）、『百合子』（1913年）、『毒草』（1916年）と発表されるたびにベストセラーになり、「家庭小説」のジャンルを確立したと言われ、初期の日本映画において多く映画化された。
本作に関しても、新聞での連載の翌年、単行本が刊行された同年に、松竹蒲田撮影所、帝国キネマ演芸がそれぞれ映画化し、松竹蒲田版が4月11日、帝キネ版は正確な日付は不明だが同年中にそれぞれ公開された。
映画『白蓮紅蓮』は、いずれのヴァージョンも、東京国立近代美術館フィルムセンターに所蔵されていない。
小説『白蓮紅蓮』は、2020年（令和2年）4月現在、1924年（大正13年）版の全集の復刻である、1997年（平成9年）版以外は、すべて絶版である。青空文庫にも収録されていないが、国立国会図書館の「国立国会図書館デジタルコレクション」には収録されており、閲覧・ダウンロードが可能である。 ⇒ #ビブリオグラフィ

## フィルモグラフィ
- 『白蓮紅蓮』 : 監督賀古残夢、主演諸口十九、松竹蒲田撮影所、1922年
- 『白蓮紅蓮』 : 監督不明、主演伊村義雄、帝国キネマ演芸、1922年

## 1922年 松竹蒲田版
『白蓮紅蓮』（びゃくれんぐれん）は、1922年（大正11年）製作・公開、松竹蒲田撮影所製作、松竹キネマ配給による日本のサイレント映画、女性映画である。日本映画データベース上の表記『白蓮赤蓮』は誤り。

### スタッフ・作品データ
- 監督 : 賀古残夢
- 脚本 : 伊藤大輔
- 原作 : 菊池幽芳
- 製作 : 松竹蒲田撮影所
- 上映時間（巻数） : 7巻
- フォーマット : 白黒映画 - スタンダードサイズ（1.33:1） - サイレント映画
- 公開日 :  日本 1922年4月11日
- 配給 :  松竹キネマ
- 初回興行 : 浅草・松竹館

### キャスト
- 諸口十九
- 川田芳子
- 五月信子
- 関根達発
- 岡本五郎
- 東栄子
- 正邦宏

## 1922年 帝キネ版
『白蓮紅蓮』（びゃくれんぐれん）は、1922年（大正11年）製作・公開、帝国キネマ演芸製作・配給による日本のサイレント映画、女性映画である。

### スタッフ・作品データ・キャスト
- 監督・脚本 : 不明
- 原作 : 菊池幽芳
- 出演 : 伊村義雄
- 製作 : 帝国キネマ演芸
- 上映時間（巻数） : 不明
- フォーマット : 白黒映画 - スタンダードサイズ（1.33:1） - サイレント映画
- 公開日 :  日本 1922年
- 配給 :  帝国キネマ演芸

## ビブリオグラフィ
国立国会図書館蔵書。
- 『白蓮紅蓮』、大阪毎日新聞社、1922年
- 『幽芳全集 第12巻』、国民図書、1924年
- 『菊池幽芳全集 第1-4巻』、改造社、1933年
- 『菊池幽芳全集 第12卷』、日本図書センター、1997年5月 ISBN 4820581910

## 註
1. 1 2  OPAC NDL 検索結果、国立国会図書館、2009年11月30日閲覧。
2. ↑  菊池幽芳、『講談社 日本人名大辞典』、講談社 / 『百科事典マイペディア』、日立システムアンドサービス、コトバンク、2009年11月30日閲覧。
3. 1 2  菊池幽芳、日本映画データベース、2009年11月30日閲覧。
4. ↑  所蔵映画フィルム検索システム、東京国立近代美術館フィルムセンター、2020年4月20日閲覧。
5. ↑  幽芳全集（第12巻）、国立国会図書館、2020年4月20日閲覧。
6. ↑  白蓮赤蓮、日本映画データベース、2009年11月30日閲覧。